# Kerbala
Pour la province, voir Karbala (province).
Kerbala (arabe : Karbalāʾ, كربلاء ; aussi transcrite « Karbala » ou « Kerbela »), qui étymologiquement signifie « Terre de la souffrance et du croisement des sabres » (كربلاء), est une ville d'Irak, située à 100 km au sud-ouest de Bagdad. Sa population en 2003 était de 572 300 habitants. Elle atteint en 2018 1,2 million. Elle est la capitale de la province de Karbala.
Les chiites la considèrent comme leur cinquième lieu saint, après La Mecque, Médine, Jérusalem et Nadjaf, et chaque année on y commémore l'Achoura et l'Arbaïn, au cours d'importantes cérémonies rappelant la décapitation d'Hussein, en 680.

## Histoire

### La bataille de Kerbala
À la suite des tensions concernant la succession du califat, les Omeyyades ont défait à Kerbala, le 10 octobre 680, l'armée d'Al-Hussein ibn Ali, petit-fils de Mahomet, lors de la bataille dite de Kerbala, C'est un des événements fondateurs du chiisme. C'est là que Hussein fut décapité par les soldats du calife Yazid Ier. Hussein avait précédemment refusé de prêter allégeance à ce dernier, après quoi il avait quitté la Mecque en direction l’Irak, accompagné de sa famille, pour rejoindre Koufa.

### Fondation de la ville
À cette époque, la ville n'existait pas encore : ce sont les générations suivantes qui la bâtirent, afin d'accueillir les pèlerins qui venaient se recueillir sur le site de la bataille et dans la mosquée construite à cet endroit, le mashhad d'al-Hussein. On trouve la première mention de ce monument en 977.
En 1555, le traité d'Amasya transfère Kerbala, ainsi que Nadjaf, de la domination séfévide à celle des Ottomans tout en garantissant le maintien du pèlerinage chiite.

### Pillage du mausolée
Le 21 avril 1802, Abdelaziz ben Saoud à la tête des wahhabites envahit l'Irak et pille Kerbala,,. Iconoclastes, ils y détruisent des sanctuaires, dont celui d'Al-Hussein ibn Ali, ainsi que son tombeau,,. Entre 2 000 et 3 000 habitants sont tués,.

### Bataille de Kerbala
Lors de la guerre d'Irak, d'intenses combats urbains dans la ville ont opposé l'armée irakienne à la Coalition américaine au début du mois d'avril 2003.

## Commémorations
L'Achoura et l'Arbaïn constituent l'un des plus grands rassemblements religieux au monde avec environ vingt millions de musulmans, venus des quatre coins de l'Irak mais aussi de plusieurs pays musulmans (Iran, Pakistan, Inde, Liban, péninsule Arabique, Turquie, Syrie, Afghanistan), et même de plus loin. Ils sont  accueillis par la population locale qui leur offre repas et hébergement. Les chiites posent leur front à l'endroit même où Hussein a été décapité.
L'importance sociale et culturel de l'Arbaïn a valu à l'événement d'être intégré par l'UNESCO, en 2019, à la liste représentative du patrimoine culturel immatériel de l’humanité.

## Personnalités
- Saddeq Shirazi (né en 1942), ayatollah irakien d'origine perse.